# エドガルド・マディナベイティア
エドガルド・マリオ・マディナベイティア・バッシ（Edgardo Mario Madinabeytia Bassi、1932年8月27日 - 2002年8月15日）は、アルゼンチン・サン・ミゲル出身の元サッカー選手。ポジションはGK。

## 略歴
1950年にCAウラカンでプロデビューを果たし、1958年夏にアトレティコ・マドリードへ引き抜かれた。アトレティコ・マドリードは公式戦237試合に出場し、合計5個のタイトルを獲得した。
1967年、セグンダ・ディビシオンのレアル・ムルシアへ加入し、2シーズン後に現役を引退した。

## タイトル

### クラブ
アトレティコ・マドリード
- ラ・リーガ : 1回 (1965-66)
- コパ・デル・ヘネラリッシモ : 3回 (1959-60, 1960-61, 1964-65)
- UEFAカップウィナーズカップ : 1回 (1961-62)